# Cloramina
La cloramina (monocloramina) és un compost químic la fórmula del qual és NH₂Cl. Normalment s'utilitza en solució diluïda quan s'empra com a desinfectant. El terme cloramina també es refereix a un grup de compostos orgànics que segueixen les fórmules R₂NCl i RNCl₂ (en què R és un radical orgànic). La dicloramina (NHCl₂) i el triclorur de nitrogen (NCl₃) també són ben coneguts.

## Síntesi i reaccions químiques
La cloramina és un compost altament inestable en forma concentrada, però encara ho és molt més com a líquid pur. La cloramina pura es descompon violentament per sobre de −40 °C. No obstant això, la cloramina és bastant estable en solució diluïda, i aquesta considerable estabilitat és la base de les seves aplicacions.
La cloramina es prepara mitjançant la reacció química entre l'amoníac i l'àcid hipoclorós en condicions lleugerament alcalines:
NH₃ + HOCl → NH₂Cl + H₂O
La síntesi es du a terme en solució diluïda. En aquesta reacció, l'àcid hipoclorós (HClO) és atacat per l'amoníac (NH₃), que és un nucleòfil. A pH més baixos, té lloc més cloració.
Aquesta síntesi és útil però no proporciona cloramina en forma pura. La substància pura es pot preparar posant en contacte fluoramina amb clorur de calci:
NH₂F + CaCl₂ → NH₂Cl + CaClF
La cloramina és un producte intermedi clau en la síntesi tradicional de la hidrazina.
La monocloramina oxida els sulfhidrals i els disulfurs de la mateixa manera que l'àcid
hipoclorós, però només té un 0,4%
de l'efecte biocida d'aquest àcid.

## Usos en el tractament d'aigües
La cloramina s'utilitza amb freqüència a concentracions baixes com a desinfectant dels sistemes municipals de tractament d'aigües com a alternativa a la cloració. Aquesta aplicació és cada cop més freqüent. S'està substituint el clor (de vegades es parla de clor lliure) per la cloramina, que és molt més estable i no es dissipa de l'aigua abans d'arribar als usuaris. La cloramina també presenta menys tendència a convertir els materials orgànics en clorocarburs com ara el cloroform i el tetraclorur de carboni. Aquests compostos han estat identificats com a carcinògens i el 1979 l'EPA, l'agència nord-americana de protecció del medi ambient, va començar a regular-ne els nivells a l'aigua de beguda dels Estats Units. A més, l'aigua tractada amb cloramina no fa l'olor de clor característica del tractament amb gas i, per tant, se n'ha millorat el gust.
A l'aigua de l'aixeta, la cloramina li dona un to verdós quan l'aigua es troba en grans quantitats, a diferència del to blavós normal de l'aigua pura o de l'aigua que conté només clor lliure com a desinfectant. Aquest color verdós es pot observar si s'omple una galleda blanca de polietilè amb aigua de l'aixeta tractada amb cloramina i es compara amb aigua que no tingui cloramina, com ara l'aigua destil·lada o una mostra d'aigua de piscina.

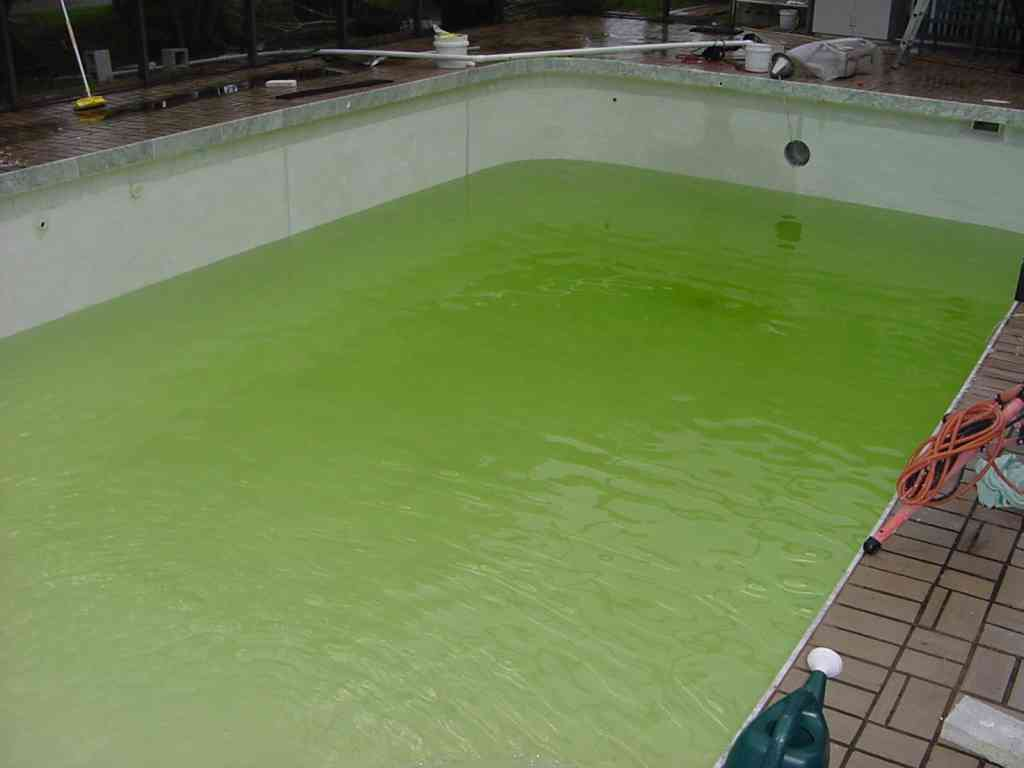
Piscina nova que es va omplir inicialment amb aigua de l'aixeta tractada amb cloramina, la qual mostra un color verdós en grans volums d'aigua. El color és menys aparent en volums més petits, però es pot notar en una galleda blanca d'uns 20 litres o, fins i tot, es pot detectar lleugerament en un got de vidre si s'examina detingudament.

 La cloramina es pot eliminar de l'aigua de l'aixeta mitjançant un tractament de supercloració (10 ppm o més de clor lliure, cosa que s'aconseguiria, per exemple, amb una dosi de lleixiu o d'un desinfectant de piscines que contingui hipoclorit sòdic) mentre es manté el pH al voltant de 7 (per exemple, amb una dosi d'àcid clorhídric). L'àcid hipoclorós procedent del clor lliure deslliga l'amoníac de la cloramina, i l'amoníac es desprèn de la superfície del volum d'aigua. Aquest procés tarda unes 24 hores per a les concentracions normals d'aigua de l'aixeta, que és de poques ppm de cloramina. El clor residual lliure es pot eliminar aleshores per exposició a la llum brillant del sol durant unes 4 hores.

## Situacions en què caldria eliminar la cloramina
Els propietaris d'aquaris haurien d'eliminar la cloramina de l'aigua de l'aixeta perquè és tòxica per als peixos. El clor s'elimina de l'aigua al cap d'uns quants dies però la cloramina, que és més estable, no s'elimina i es pot neutralitzar amb productes que es venen a les botigues d'animals.
Molts animals són sensibles a la cloramina; per tant, cal eliminar-la de l'aigua de molts animals del zoo.
La cloramina també s'ha d'eliminar prèviament de l'aigua que s'utilitza per a les màquines de diàlisi, ja que entraria en contacte amb el corrent sanguini a través de la membrana permeable. No obstant això, com que la cloramina és neutralitzada pel procés digestiu, els pacients en diàlisi poden continuar bevent aigua tractada amb cloramina sense cap problema.
Els cervesers artesans utilitzen agents reductors com ara el disulfit de sodi o el disulfit de potassi per eliminar la cloramina del licor amb què es prepara la cervesa, ja que, a diferència del clor, no es pot eliminar per ebullició (A.J. DeLange). El sodi residual pot donar un gust indesitjat a la cervesa (vegeu Brewing, de Michael Lewis) i, per tant, és preferible el bisulfit de potassi.
A les piscines, les cloramines es formen per reacció del clor lliure amb substàncies orgàniques. En comparació amb el clor lliure, les cloramines són a la vegada menys efectives com a desinfectants i més irritants per als ulls dels banyistes. Quan aquests es queixen de tenir els ulls irritats per culpa de «massa clor» a la piscina, normalment el problema és un nivell alt de cloramines, causat per massa «poc» clor en relació amb la quantitat de matèria orgànica. Els equips de comprovació dissenyats per a piscines particulars són sensibles tant al clor lliure com a les cloramines, cosa que pot induir a error.

## Cloramines orgàniques
Es coneixen diverses cloramines orgàniques d'utilitat comprovada en síntesi orgànica. Com a exemples, hi ha la N-cloromorfolina [ClN(CH₂CH₂)₂O], la N-cloropiperidina i el clorur de N-cloroquinuclidini.